# Hamlet (Indiana)
Hamlet és una població dels Estats Units a l'estat d'Indiana. Segons el cens del 2000 tenia 820 habitants.

## Demografia
Segons el cens del 2000, Hamlet tenia 820 habitants, 307 habitatges, i 225 famílies. La densitat de població era de 326,4 habitants/km².
Dels 307 habitatges en un 40,4% hi vivien nens de menys de 18 anys, en un 54,7% hi vivien parelles casades, en un 12,7% dones solteres, i en un 26,4% no eren unitats familiars. En el 21,2% dels habitatges hi vivien persones soles el 6,2% de les quals corresponia a persones de 65 anys o més que vivien soles. El nombre mitjà de persones vivint en cada habitatge era de 2,67 i el nombre mitjà de persones que vivien en cada família era de 3,08.
Per edats la població es repartia de la següent manera: un 30,9% tenia menys de 18 anys, un 7,9% entre 18 i 24, un 31,8% entre 25 i 44, un 21,3% de 45 a 60 i un 8% 65 anys o més.
L'edat mediana era de 32 anys. Per cada 100 dones de 18 o més anys hi havia 96,2 homes.
La renda mediana per habitatge era de 30.750$ i la renda mediana per família de 36.389$. Els homes tenien una renda mediana de 28.036$ mentre que les dones 20.921$. La renda per capita de la població era de 12.811$. Entorn del 15,4% de les famílies i el 17,3% de la població estaven per davall del llindar de pobresa.

## Poblacions més properes
El següent diagrama mostra les poblacions més properes.